# 애즈 아이 레이 다잉
애즈 아이 레이 다잉(As I Lay Dying / 대개 AILD로 줄여 쓴다.)은 캘리포니아주 샌디에이고 출신의 메탈코어 밴드이다. 2000년 기독교 신자들로 결성되었으며, 현재는 팀 램베시스(Tim Lambesis) (보컬), 조던 맨시노(Jordan Mancino) (드럼), 닉 히파(Nick Hipa) (리드 기타), 필 스그로쏘(Phil Sgrosso) (리듬 기타), 그리고 조시 길버트(Josh Gilbert)의 구성을 이루고 있다.

애즈 아이 레이 다잉의 2007년 발매된 음반 "An Ocean Between Us"은 빌보드 200에서 8위를, Top Rock Chart에서 1위를 기록했다. 그리고 그 해 MTV2에서 주최한 "All That Rocks" 특별 방송에서 "Ultimate Metal God" 부분을, 또한 수록곡 "Nothing Left"로 2008년 그래미 어워드에서 수상하였다.

## 구성원
현재

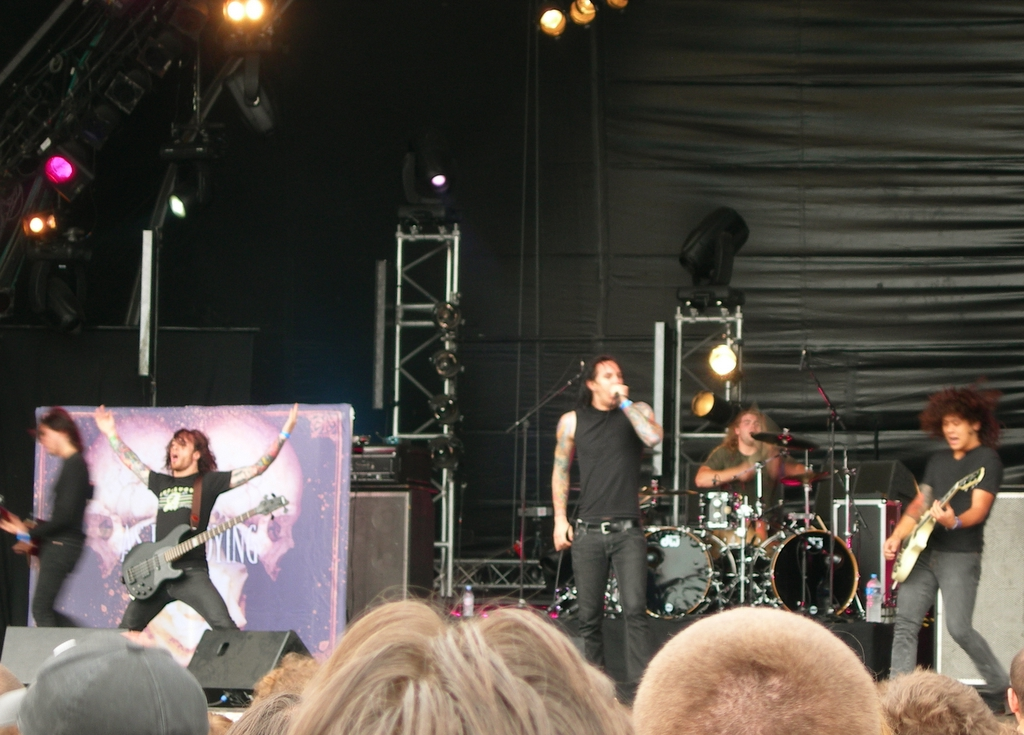
2006년 "Hellfest Summer Open Air"에서 공연중

- 팀 램베시스(Tim Lambesis) − 리드 보컬 (2000−2014, 2017-현재), 키보드 (2000-2003)
- 조던 맨시노(Jordan Mancino) − 드럼 (2000−2014, 2018-현재)
- 필 스그로쏘(Phil Sgrosso) − 리듬 기타, 키보드, 보조 보컬 (2003−2014, 2018-현재)
- 닉 히파(Nick Hipa) − 리드 기타, 보조 보컬 (2003−2014, 2018-현재)
- 조쉬 길버트(Josh Gilbert) − 베이스, 클린 보컬 (2006−2014, 2018-현재)

이전
- 제러미 로하스(Jeremy Rojas) - 리듬 기타 (2001)
- 존 제임슨(Jon Jameson) - 베이스 (2001)
- 노아 체이스(Noah Chase) - 베이스 (2001, 2002, 2003)
- 에반 화이트(Evan White) - 리드 기타 (2001-2003), 베이스 (2002-2003)
- 타미 가르시아(Tommy Garcia) - 리듬 기타, 베이스, 보조 보컬 (2002-2003, 세션 멤버 2003-2010)
- 제이슨 크레브스(Jason Krebs) - 리듬 기타 (2002-2003)
- 브랜든 해이즈(Brandon Hays) - 베이스, 리듬, 리드 기타 (2002-2003)
- 아론 케네디(Aaron Kennedy) - 베이스 (2003)
- 클린트 노리스(Clint Norris) - 베이스, 클린 보컬 (2003-2006)

라이브 공연 멤버
- 채드 액커맨(Chad Ackerman) - 리듬 기타 (2001-2002), 보조 보컬 (세션, 2007)
- 케일른 드누시오(Caylen DeNuccio) - 베이스 (2002-2003)
- 크리스 린드스톰(Chris Lindstrom) - 리드 기타 (2001, 2003)
- 마크 맥도널드(Mark Macdonald) - 리드 기타 (2003-2004)
- 루벤 구티에레스(Ruben Gutierrez) - 리듬 기타 (2001)
- 데이빗 아서(David Arthur) - 클린 보컬 (2005)
- 저스틴 폴리(Justin Foley) - 드럼 (2009)
- 조이 브래드퍼드(Joey Bradford) - 보조 보컬 (2012)
- 듀안 리드(Duane Reed) - 보조 보컬 (2007)

## 음반 목록

### 음반
| 발매일          | 음반명                                    | 음반사            | 빌보드 200 순위 |
| 2001년 11월 6일 | Beneath the Encasing of Ashes             | 플루토            |                 |
| 2002년 6월 18일 | As I Lay Dying/American Tragedy (합동)    | 플루토            |                 |
| 2003년 7월 1일  | Frail Words Collapse                      | 메탈 블레이드     |                 |
| 2005년 6월 14일 | Shadows Are Security                      | 메탈 블레이드     | #35             |
| 2006년 5월 16일 | A Long March: The First Recordings (편집) | 메탈 블레이드     | #129            |
| 2007년 8월 21일 | An Ocean Between Us                       | 메탈 블레이드     | #8              |
| 2010년 5월 11일 | The Powerless Rise                        | 메탈 블레이드     | #10             |
| 2011년 11월 4일 | Decas (편집)                              | 메탈 블레이드     | #61             |
| 2012년 9월 25일 | Awakened                                  | 메탈 블레이드     | #11             |
| 2019년 9월 20일 | Shaped by Fire                            | 뉴클리어 블래스트 | #50             |